# Всеобщий народный конгресс Йемена
Всеобщий народный конгресс (араб. المؤتمر الشعبي العام‎) — правящая партия в Йемене. В 1982—1990 годах являлась представительным консультативным органом Йеменской Арабской Республики, с 1990 года стала политической партией.
Во время последних парламентских выборов, 27 апреля 2003 года, партия набрала 58,0 % голосов избирателей и заняла 238 мест из 301 в Палате представителей Йемена.